# Salt amb esquís als Jocs Olímpics d'hivern de 2022
Als Jocs Olímpics d'Hivern de 2022, que se celebraran a la ciutat de Pequín (República Popular de la Xina), es disputaran cinc proves de salt amb esquís, tres d'elles en categoria masculina, una prova en categoria femenina i per primera vegada una de mixta. Les proves se celebraran entre el 5 i el 14 de febrer de 2022 al Centre Nacional de salt amb esquís Snow Ruyi.
El juliol de 2018 el Comitè Olímpic Internacional va incloure la prova mixta per equips al programa olímpic. Es va establir un màxim de 105 saltadors (65 homes i 40 dones), el mateix nombre que als Jocs Olímpics d'Hivern de 2018.

## Horari de competició
Aquest és el calendari de les proves.
 Tots els horaris són en (UTC+8).
| Data         | Hora  | Prova                           |
| ------------ | ----- | ------------------------------- |
| 5 de febrer  | 14:20 | Qualificació salt curt (homes)  |
| 5 de febrer  | 18:45 | Salt curt (dones)               |
| 6 de febrer  | 19:00 | Salt curt (homes)               |
| 7 de febrer  | 19:45 | Salt curt (mixt)                |
| 11 de febrer | 19:00 | Qualificació salt llarg (homes) |
| 12 de febrer | 19:00 | Salt llarg (homes)              |
| 14 de febrer | 19:00 | Salt llarg per equips           |

## Resum de medalles

### Categoria masculina
| Prova                              | Or                                                             | Or    | Plata                                                     | Plata | Bronze                                                                        | Bronze |
| Salt amb esquís 90 metres detalls  | Ryōyū Kobayashi (JPN)                                          | 275.0 | Manuel Fettner (AUT)                                      | 270.8 | Dawid Kubacki (POL)                                                           | 265.9  |
| Salt amb esquís 120 metres detalls | Marius Lindvik (NOR)                                           | 296.1 | Ryōyū Kobayashi (JPN)                                     | 292.8 | Karl Geiger (GER)                                                             | 281.3  |
| Prova per equips detalls           | ÀustriaStefan Kraft · Daniel Huber · Jan Hörl · Manuel Fettner | 942.7 | EslovèniaLovro Kos · Cene Prevc · Timi Zajc · Peter Prevc | 934.4 | AlemanyaConstantin Schmid · Stephan Leyhe · Markus Eisenbichler · Karl Geiger | 922.9  |

### Categoria femenina
| Prova                             | Or                 | Or    | Plata                   | Plata | Bronze             | Bronze |
| Salt amb esquís 90 metres detalls | Urša Bogataj (SLO) | 239.0 | Katharina Althaus (GER) | 236.8 | Nika Križnar (SLO) | 232.0  |

### Categoria mixta
| Prova                          | Or                                                             | Or     | Plata                                                           | Plata | Bronze                                                                             | Bronze |
| Prova per equips mixta detalls | EslovèniaNika Križnar · Timi Zajc · Urša Bogataj · Peter Prevc | 1001.5 | ROC Irma Makhinia Danil Sadreev Irina Avvakumova Evgenii Klimov | 890.3 | CanadàAlexandria Loutitt · Matthew Soukup · Abigail Strate · Mackenzie Boyd-Clowes | 844.6  |

## Medaller
| Posició | País      | Or | Argent | Bronze | Total |
| 1       | Eslovènia | 2  | 1      | 1      | 4     |
| 2       | Àustria   | 1  | 1      | 0      | 2     |
| 2       | Japó      | 1  | 1      | 0      | 2     |
| 4       | Noruega   | 1  | 0      | 0      | 1     |
| 5       | Alemanya  | 0  | 1      | 2      | 3     |
| 6       | ROC       | 0  | 1      | 0      | 1     |
| 7       | Polònia   | 0  | 0      | 1      | 1     |
| 7       | Canadà    | 0  | 0      | 1      | 1     |
| Total   |           | 5  | 5      | 5      | 15    |